# Icsalki járás
Az Icsalki járás (oroszul Ичалковский район, erza nyelven Ицял буе, moksa nyelven Ичалконь район) Oroszország egyik járása Mordvinföldön. Székhelye Kemlja.

## Népesség
- 1989-ben 26 578 lakosa volt.
- 2002-ben 22 835 lakosa volt.
- 2010-ben 20 582 lakosa volt, melynek 49,9%-a orosz, 48,6%-a mordvin, 0,3%-a ukrán, 0,2%-a tatár.